# Ленск
Ленск (якут. Лиэнскэй) — город (с 1963 года) в России, административный центр Ленского района Республики Саха (Якутия), образует городское поселение город Ленск.

## Этимология
Возник как почтовая станция Мухтуя (эвенкское «большая вода»), в 1963 году преобразовано в город и получило название Ленск от гидронима реки Лены, на которой он расположен.

## География
Город расположен на левом берегу реки Лены, на Приленском плато, в 840 км от Якутска.
Климат
- Среднегодовая температура воздуха — −5,4 °C
- Относительная влажность воздуха — 71,4 %
- Средняя скорость ветра — 9,3 км/ч

| Среднесуточная температура воздуха в Ленске за период 1980−2000 гг. | Среднесуточная температура воздуха в Ленске за период 1980−2000 гг. | Среднесуточная температура воздуха в Ленске за период 1980−2000 гг. | Среднесуточная температура воздуха в Ленске за период 1980−2000 гг. | Среднесуточная температура воздуха в Ленске за период 1980−2000 гг. | Среднесуточная температура воздуха в Ленске за период 1980−2000 гг. | Среднесуточная температура воздуха в Ленске за период 1980−2000 гг. | Среднесуточная температура воздуха в Ленске за период 1980−2000 гг. | Среднесуточная температура воздуха в Ленске за период 1980−2000 гг. | Среднесуточная температура воздуха в Ленске за период 1980−2000 гг. | Среднесуточная температура воздуха в Ленске за период 1980−2000 гг. | Среднесуточная температура воздуха в Ленске за период 1980−2000 гг. | Среднесуточная температура воздуха в Ленске за период 1980−2000 гг. |
| Янв                                                                 | Фев                                                                 | Мар                                                                 | Апр                                                                 | Май                                                                 | Июн                                                                 | Июл                                                                 | Авг                                                                 | Сен                                                                 | Окт                                                                 | Ноя                                                                 | Дек                                                                 | Год                                                                 |
| −28,8 °C                                                            | −23,6 °C                                                            | −15,0 °C                                                            | −3,6 °C                                                             | 6,3 °C                                                              | 14,2 °C                                                             | 17,7 °C                                                             | 14,1 °C                                                             | 5,4 °C                                                              | −4,9 °C                                                             | −19,8 °C                                                            | −27,0 °C                                                            | −5,4 °C                                                             |
| ------------------------------------------------------------------- | ------------------------------------------------------------------- | ------------------------------------------------------------------- | ------------------------------------------------------------------- | ------------------------------------------------------------------- | ------------------------------------------------------------------- | ------------------------------------------------------------------- | ------------------------------------------------------------------- | ------------------------------------------------------------------- | ------------------------------------------------------------------- | ------------------------------------------------------------------- | ------------------------------------------------------------------- | ------------------------------------------------------------------- |

| Показатель                           | Янв.  | Фев.  | Март  | Апр.  | Май  | Июнь | Июль | Авг. | Сен.  | Окт.  | Нояб. | Дек.  | Год   |
| ------------------------------------ | ----- | ----- | ----- | ----- | ---- | ---- | ---- | ---- | ----- | ----- | ----- | ----- | ----- |
| Абсолютный максимум, °C              | −0,1  | 2,2   | 12,6  | 18,9  | 33,0 | 39,0 | 37,3 | 36,3 | 27,2  | 17,2  | 8,0   | 4,7   | 39,0  |
| Средний суточный максимум, °C        | −25,3 | −20,3 | −8,4  | 2,2   | 11,6 | 21,1 | 23,9 | 20,1 | 11,1  | −1,5  | −15,6 | −24,1 | −0,9  |
| Средняя температура, °C              | −29   | −25,6 | −15,4 | −3,6  | 6,1  | 14,7 | 17,7 | 14,0 | 5,8   | −5,3  | −19,5 | −27,9 | −6,1  |
| Средний суточный минимум, °C         | −34,1 | −32,2 | −24,3 | −11,9 | −1,1 | 6,7  | 10,0 | 7,1  | 0,3   | −10,2 | −24,9 | −32,8 | −12,7 |
| Абсолютный минимум, °C               | −55,8 | −56,1 | −47,2 | −37,8 | −15  | −5,9 | −3   | −5,5 | −12,8 | −32,8 | −48,9 | −56,1 | −56,1 |
| Норма осадков, мм                    | 25    | 23    | 19    | 14    | 13   | 12   | 12   | 15   | 18    | 25    | 27    | 26    | 227   |
| Источник: Архив климатических данных |       |       |       |       |      |      |      |      |       |       |       |       |       |

в период с мая по сентябрь около 5 месяцев в году непрерывно Ленск является одним из самых безморозных крупных городов Якутии, ноябрьский максимум Ленска достигает +8 °C и является одним из самых высоких в Якутии по ноябрю как и всему холодному периоду до весеннего равноденствия за ноябрь-астрономическую зиму, перепад температур в Ленске в среднем за год по всем основным крайним сезонам меньше, чем практически везде в Якутии и притом интересно, что по зимним наименьшим температурам ленск практически идентичен Чаре, находящейся почти на крайнем на северо-востоке Забайкалья. Интересно, что по минимальным температурам всех кроме июля и февраля месяцев года Ленск несколько мягче Вуктыльского района в Республике Коми, в частности Усть-Щугора, так в декабре минимум Ленск выше ровно на +2° с арифметическим -57.1°, а в январе на +1.1° выше, и лишь в феврале меньше на 1.1° и в июле также не превышает Вуктыльский район по безморозности. В августе 2024 года в Ленск выпало рекордное число осадков-106 мм, что превысило прежний рекорд 1997 с ровно 100 мм. Интересно, что самая низкая температура в декабре и феврале одинакова, а в январе на +0.3° выше остальных Зимних месяцев и ровно на 2° меньше Ленска. Абсолютный максимум июня в Ленске крайне высокий с ровно +39°, и выше Якутска в июле, и приближается к Комаке 6 июля 1945 как самому высокому в Саха, и равен +39.1° с ним. Также Ленск является единственным городом Якутии, где с мая по сентябрь ни разу не было мороза ниже -15°, а календарным летом менее -5.5°, по самым минимальным температурам за лето он приближается даже с крайнему северо-востоку Томской области.

## История
В XVIII веке для обслуживания 2-й Камчатской экспедиции Витуса Беринга была открыта ямская почтовая станция Мухтуя.
В XIX — начале XX века Мухтуя была местом политической ссылки.
Стремительный рост города начался с середины XX века, и связан с открытием и разработкой алмазных месторождений в бассейне Вилюя. Поскольку посёлок был ближайшим (230 км) населённым пунктом к кимберлитовой трубке «Мир», то он стал «базой» для строительства города Мирного. В 1956 году от Мухтуи к будущему Мирному началась прокладка автодороги, стал строиться речной порт.
30 октября 1957 года указом Президиума Верховного Совета ЯАССР село Мухтуя Ленского района было отнесено к категории рабочих посёлков. Указом Президиума Верховного Совета РСФСР от 13 июля 1963 года п.г.т. Мухтуя Ленского промышленного района Якутской АССР был преобразован в город районного подчинения, с присвоением ему наименования — город Ленск (от названия реки Лены). В марте-апреле 2001 года произошло сильнейшее наводнение в истории города. Было уничтожено более 30 % жилых зданий Ленска. В 2018 году началась программа инновации города Ленска, предусматривающая передел площади Ленина, строительства сквера Старожилов в Мухтуе (старый город), другие проекты по благоустройству города.
На выборах 2023 года победила Сидоркина Наталья Константиновна (бывшая глава районного парламента[прояснить]) от либеральной партии Новые Люди, опередив кандидата ЕР.

## Население
| 1939    | 1959    | 1967    | 1970    | 1979    | 1989    | 1992    | 1996    | 1998    |
| ------- | ------- | ------- | ------- | ------- | ------- | ------- | ------- | ------- |
| 2184    | ↗7894   | ↗19 000 | ↘16 758 | ↗23 966 | ↗30 260 | ↗30 900 | ↘29 300 | ↘28 400 |
| 2000    | 2001    | 2002    | 2003    | 2005    | 2006    | 2007    | 2008    | 2009    |
| ↘27 500 | ↘27 300 | ↘24 558 | ↗24 600 | →24 600 | →24 600 | ↘24 500 | →24 500 | ↘24 492 |
| 2010    | 2011    | 2012    | 2013    | 2014    | 2015    | 2016    | 2017    | 2018    |
| ↗24 966 | ↘24 915 | ↘24 700 | ↘24 322 | ↘23 948 | ↘23 725 | ↘23 693 | ↘23 660 | ↘23 479 |
| 2019    | 2020    | 2021    | 2023    |         |         |         |         |         |
| ↘23 237 | ↘23 186 | ↘21 392 | ↘21 181 |         |         |         |         |         |

На 1 января 2025 года по численности населения город находился на 634-м месте из 1124 городов Российской Федерации.

## Экономика
Ведущими отраслями экономики являются речные и автомобильные перевозки. В Ленске имеют свои подразделения алмазодобывающая компания «АЛРОСА» и акционерная компания по транспорту нефти «Транснефть».
Основные предприятия города:
- предприятия лесной и деревообрабатывающей промышленности[28];
- пищевые предприятия;
- Ленское ЛПУМГ ООО «Газпром трансгаз Томск» ПАО «Газпром»;
- Ленское РНУ ООО «Транснефть-Восток» ПАО «Транснефть».

### Транспорт
Автомобильной дорогой связан с Мирным.
Из аэропорта выполняются рейсы в Якутск, Мирный, Красноярск (Емельяново), Иркутск, Талакан. Аэропорт имеет грунтовую взлётно-посадочную полосу, для приема небольших турбовинтовых и турбореактивных самолетов Ан-24, Ан-26, Ан-38, Ан-72, Як-40. На момент июля 2025 года в аэропорту ведётся капитальный ремонт перрона и взлётно-посадочной полосы
Крупный речной порт на Лене (доставка грузов для алмазоносных районов Якутии). Летом 2009 года существовало грузовое сообщение баржами до Усть-Кута, время в пути четыре дня, стоимость переправы пять тысяч рублей за один метр длины автомобиля.

## Культура
В городе функционируют филиал Новосибирского государственного архитектурно-строительного университета и представительства Новосибирского государственного университета экономики и управления и Иркутского государственного технического университета. В городе действуют шесть общеобразовательных школ. Имеется историко-краеведческий музей. В нём открыто шесть разделов: этнографический, флоры и фауны, русский быт, якутская изба, современный и нумизматика. Также в городе есть детская школа искусств (бывшая музыкальная школа), множество танцевальных коллективов, а также детские секции по различным направлениям (от рисунка до вышивания).
В Ленске вещают 4 FM-радиостанции и 20 цифровых ТВ эфирных каналов:
FM-радиостанции:
- 69,38 — (Молчит) Радио Маяк
- 70,28 — (Молчит) Радио России / ГТРК Саха
- 100,9 — Радио России / ГТРК Саха
- 102,0 — Радио Тэтим (Саха)
- 103,9 — (Молчит) Ретро FM
- 105,0 — Радио Алмазный край

Все 20 ТВ-каналов для мультиплекса РТРС-1 и РТРС-2; Пакет радиоканалов, включает: Вести FM, Радио Маяк, Радио России / ГТРК Саха.
- Пакет телеканалов РТРС-1, включает: Первый канал, Россия 1 / ГТРК Саха, Матч ТВ, НТВ, Пятый канал, Россия К, Россия 24 / ГТРК Саха, Карусель, ОТР / Якутия 24, ТВЦ.
- Пакет телеканалов РТРС-2, включает: РЕН ТВ, Спас, СТС, Домашний, ТВ-3, Пятница!, Звезда, Мир, ТНТ, Муз-ТВ.

В зале искусств Центральной библиотеки всегда можно видеть выставки художников и фотографов, как начинающих, так и уже известных, проводятся вечера и презентации. Существует литературное объединение «Фламинго». Некоторые ленчане даже приняты в союз писателей России: Иван Переверзин, Николай Соин, Борис Лапардин и Сергей Москвитин. Ленск богат также признанными художниками: Лемякин. В. Д., В. Стадник, В. Кудрин, Н. Кудрина, К. Кудрина, Л. Тартыева, В. Индеев, В. Балаев, Г. Инешин.
В городе с 2016 г. присутствуют сети высокоскоростного оптоволоконного интернета. Провайдеры: интерсеть, ростелеком, ТЦТР, аксиома. Также проведены мобильные сети 4 поколения LTE (4G/4G+), операторы: МегаФон, МТС, Билайн и YOTA
В 2012 году ленская девушка Юлия Фархутдинова победила в программе «Топ-модель по-русски».

## Спорт
В 2007 году в Ленске состоялись отборочные игры Первого Кубка Мира по футзалу.
В Ленске до 2007 года был хорошо развит волейбол, ВК «Алроса» выступала тогда ещё в Лиге Б. Очень большой вклад внесли Юрий Шустов (сейчас тренирует юношескую сборную), Юрий Федоренко, Александр Клаус, Юрий Гирич, Владимир Ягнышев
В 2010 году ленские волейболисты заняли 2 место на первенстве Республики Саха (Якутия). Состав команды: Владимир Комков, Никита Вагин, Никита Иванов, Евгений Позур, Владимир Мамонтов, Константин Собко, Сергей Куничкин, Владлен Загорняк.
В 2011 году — 3 место на этом же первенстве: Никита Ишков, Максим Арзамаскин, Евгений Позур, Владлен Загорняк, Илья Антипин, Алексей Афанасьев, Виктор Михайлов, Максим Ивахнов, Никита Иванов. В 2014 заняли 1 место на первенстве республики

## Наводнения
За свою историю Ленск пережил три крупных наводнения. Первое наводнение случилось в 1966 году, уровень воды в реке перевалил отметку в 16 метров. Во время наводнения в 1998 году уровень воды перевалил за 17 метров, 95 % города ушло под воду. Однако через три года произошло ещё одно, гораздо более разрушительное наводнение.
Весной 2001 года во время ледохода, в результате восьмидесятикилометрового затора, река Лена вышла из берегов, затопила город и практически полностью смыла с лица земли близлежащие деревни и сёла. Уровень воды в реке тогда превысил 20 метров.
Было разрушено 30 % зданий жилого фонда. Отстройка нового Ленска стала проектом федерального масштаба и заняла несколько месяцев. К 1 октября город был восстановлен.

## Люди, связанные с Ленском
- Попов, Василий Михайлович(1921―2002) ― участник Великой Отечественной войны, полковник, заместитель командира дивизии[33].

## Фотогалерея

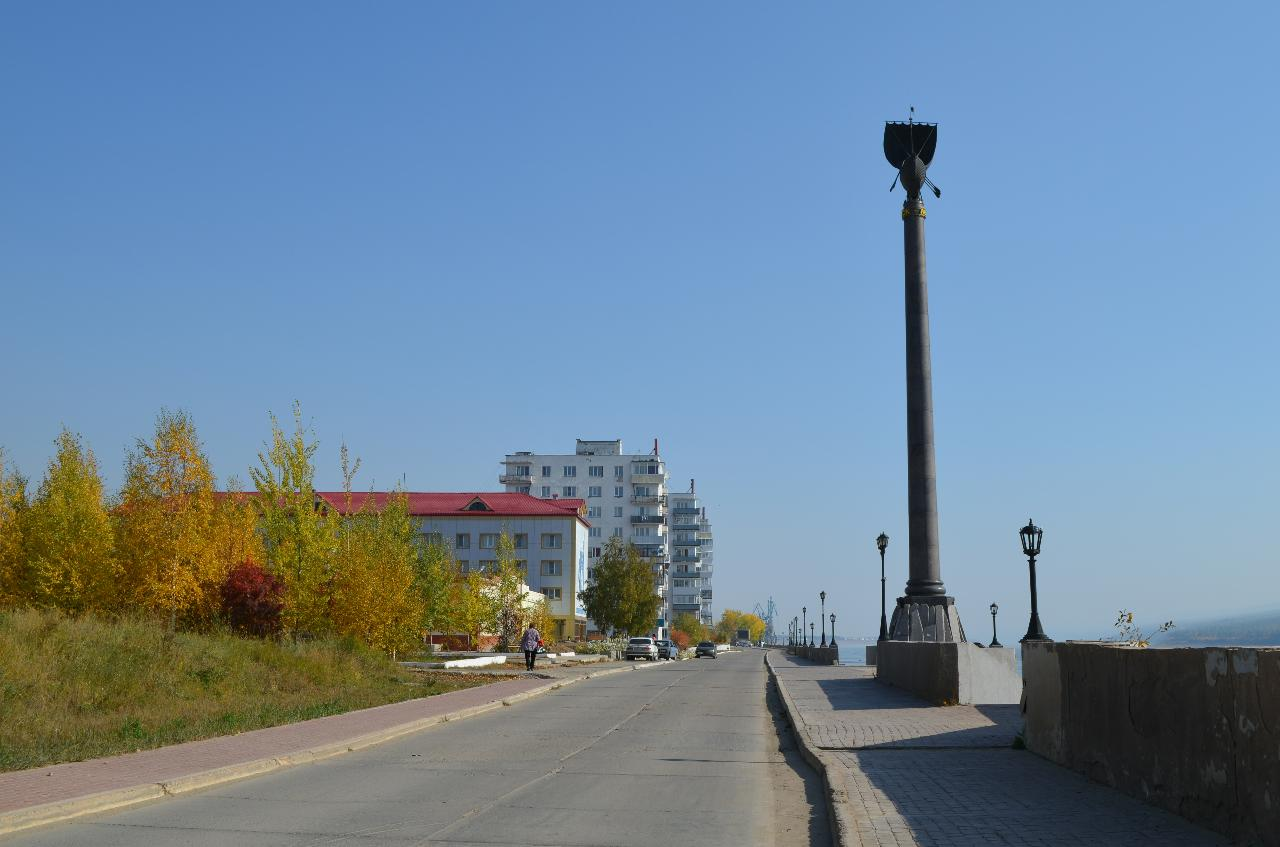
Набережная и стела в честь первопроходцев
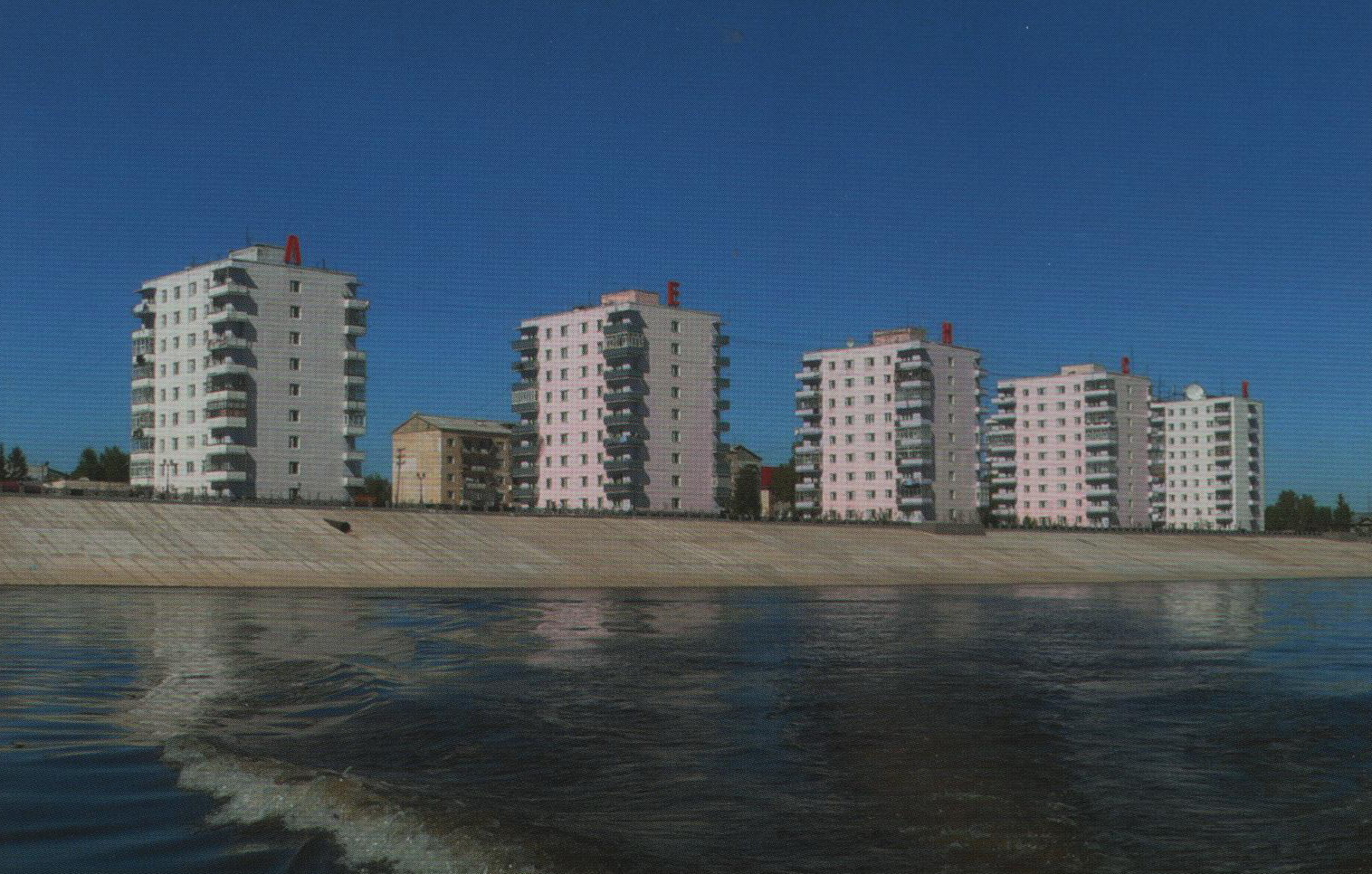
Вид на набережную с реки
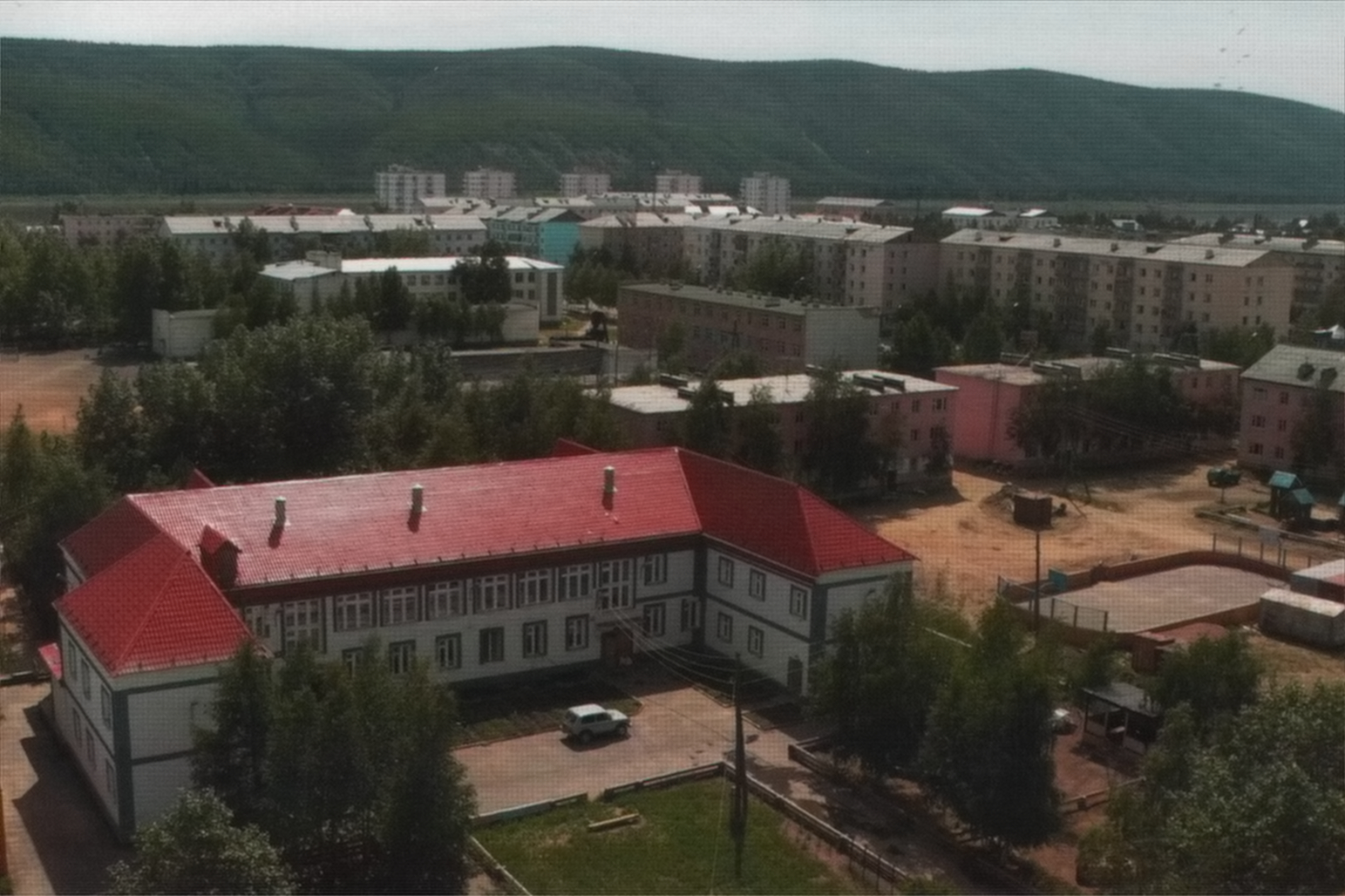
Вид на город
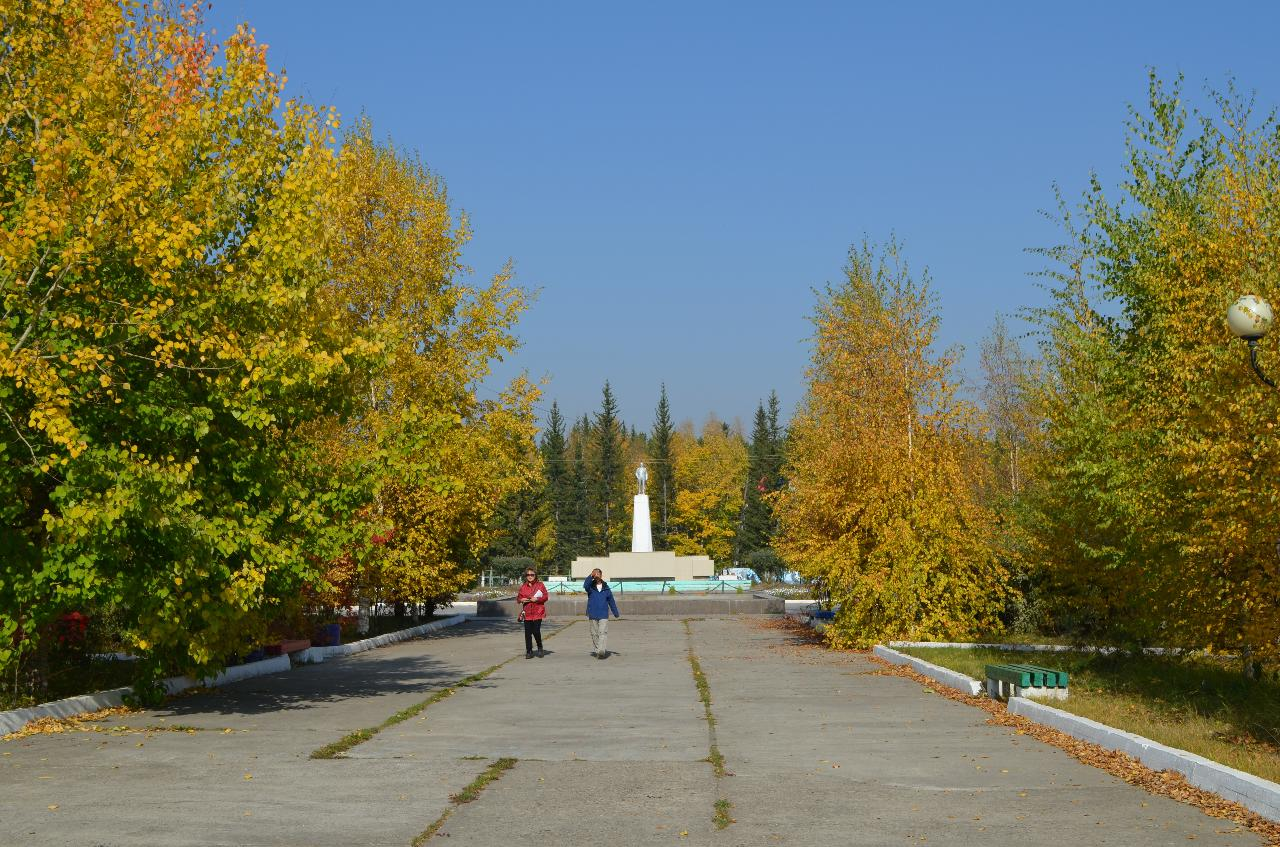
Бульвар имени Ягнышева
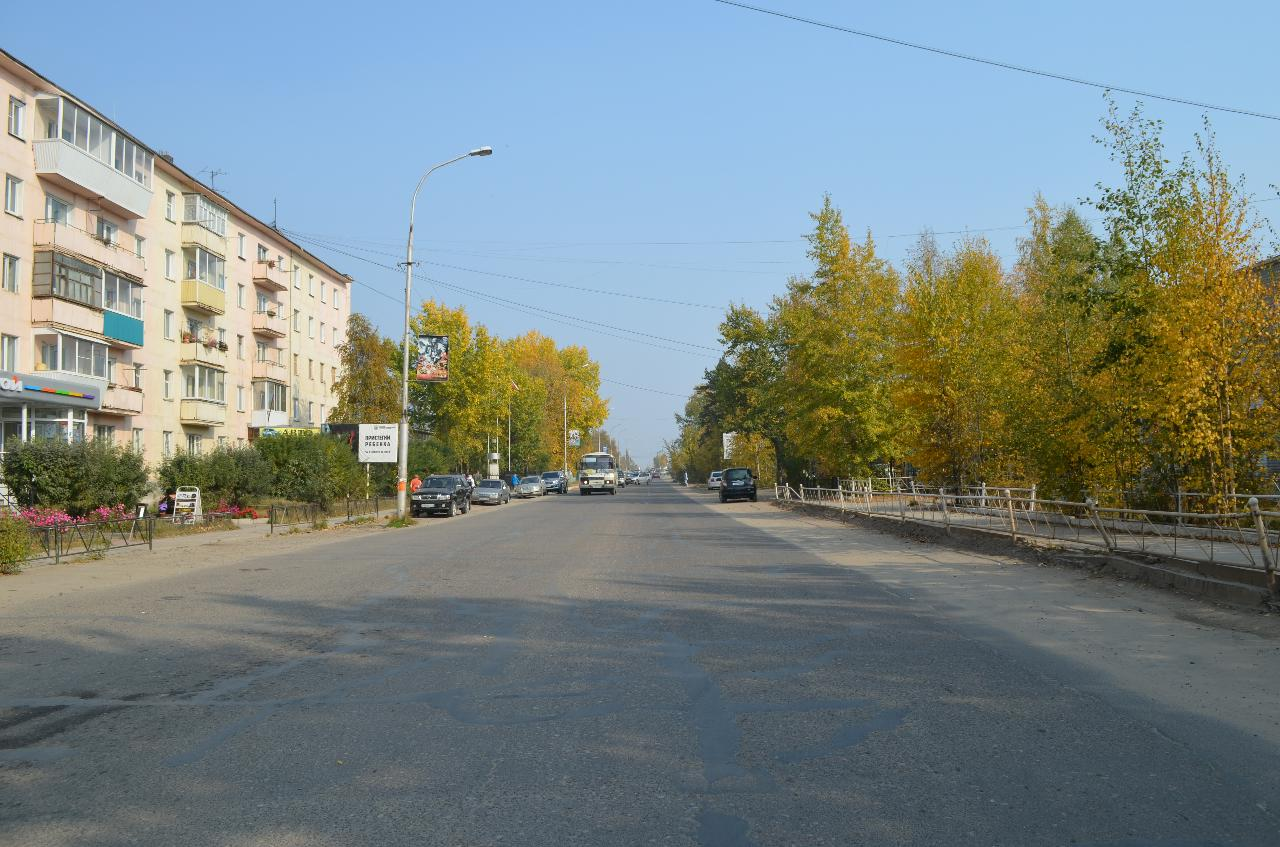
Улица Ленина
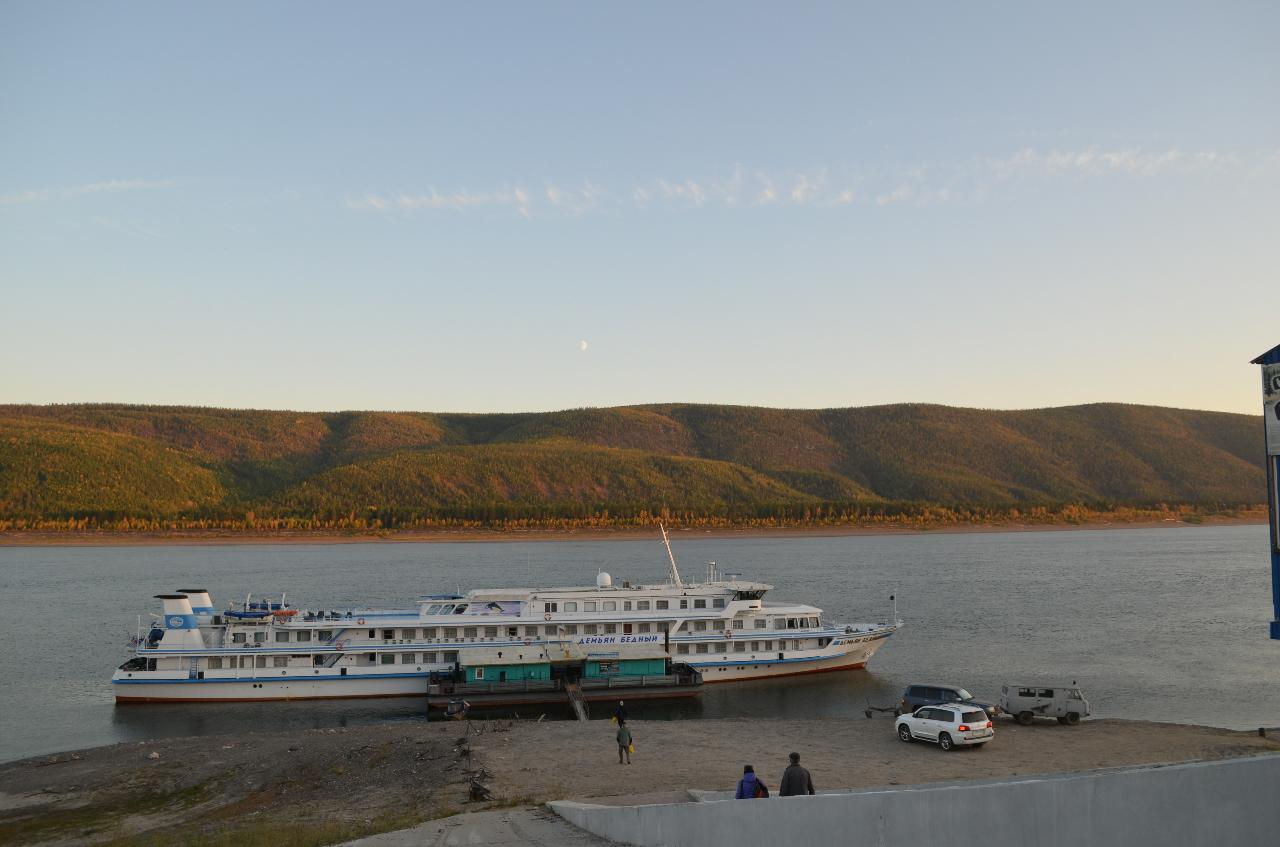
Пристань
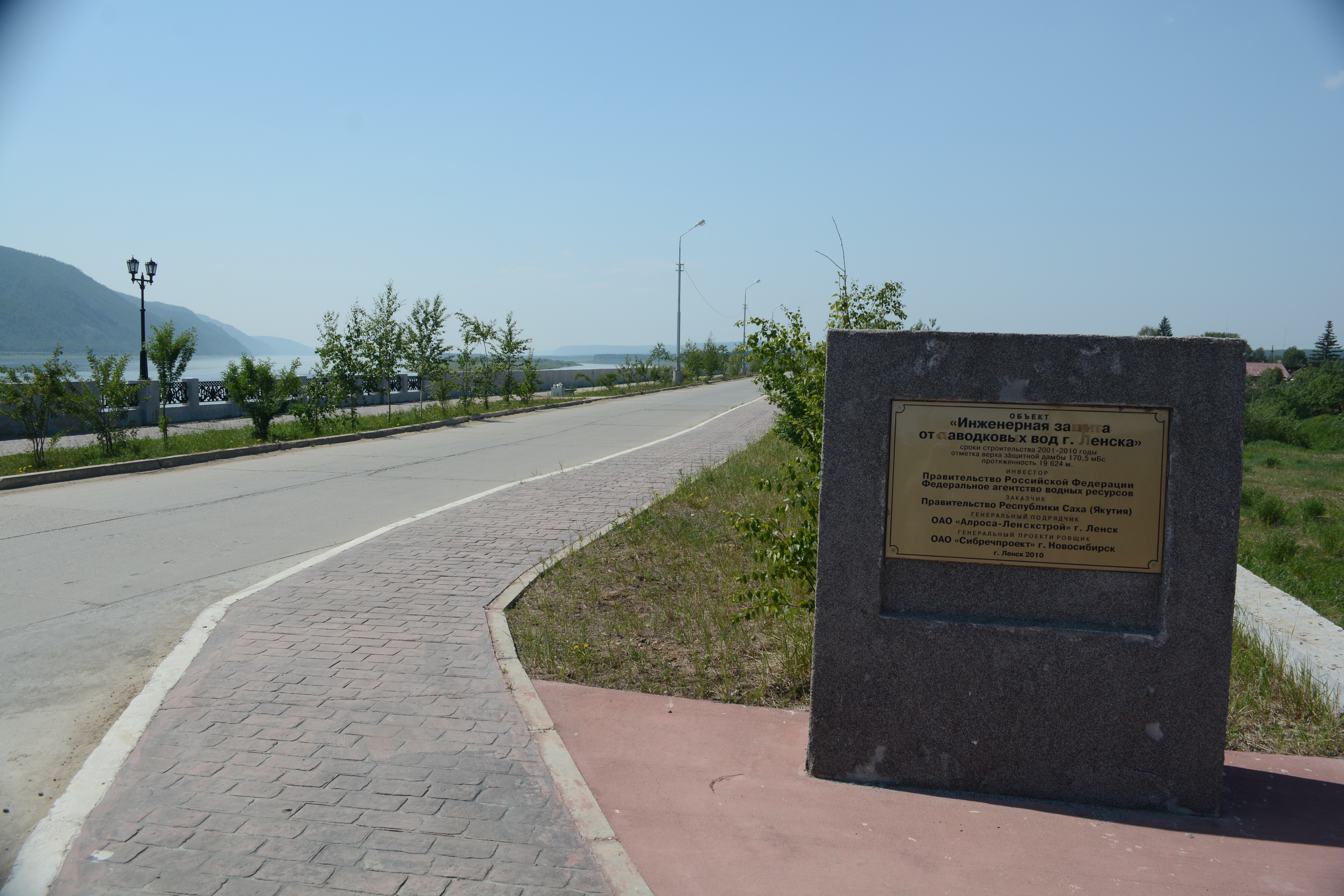
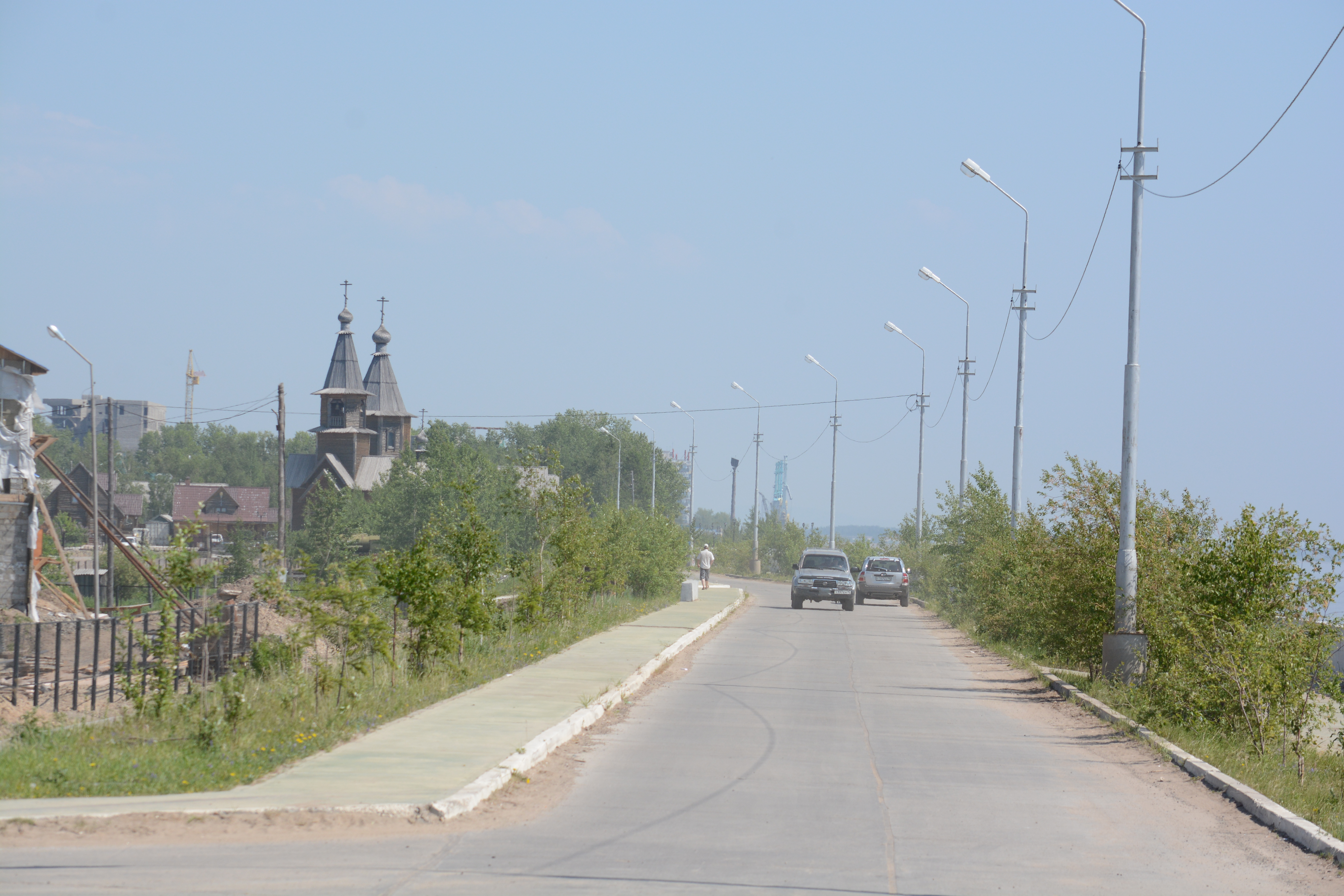
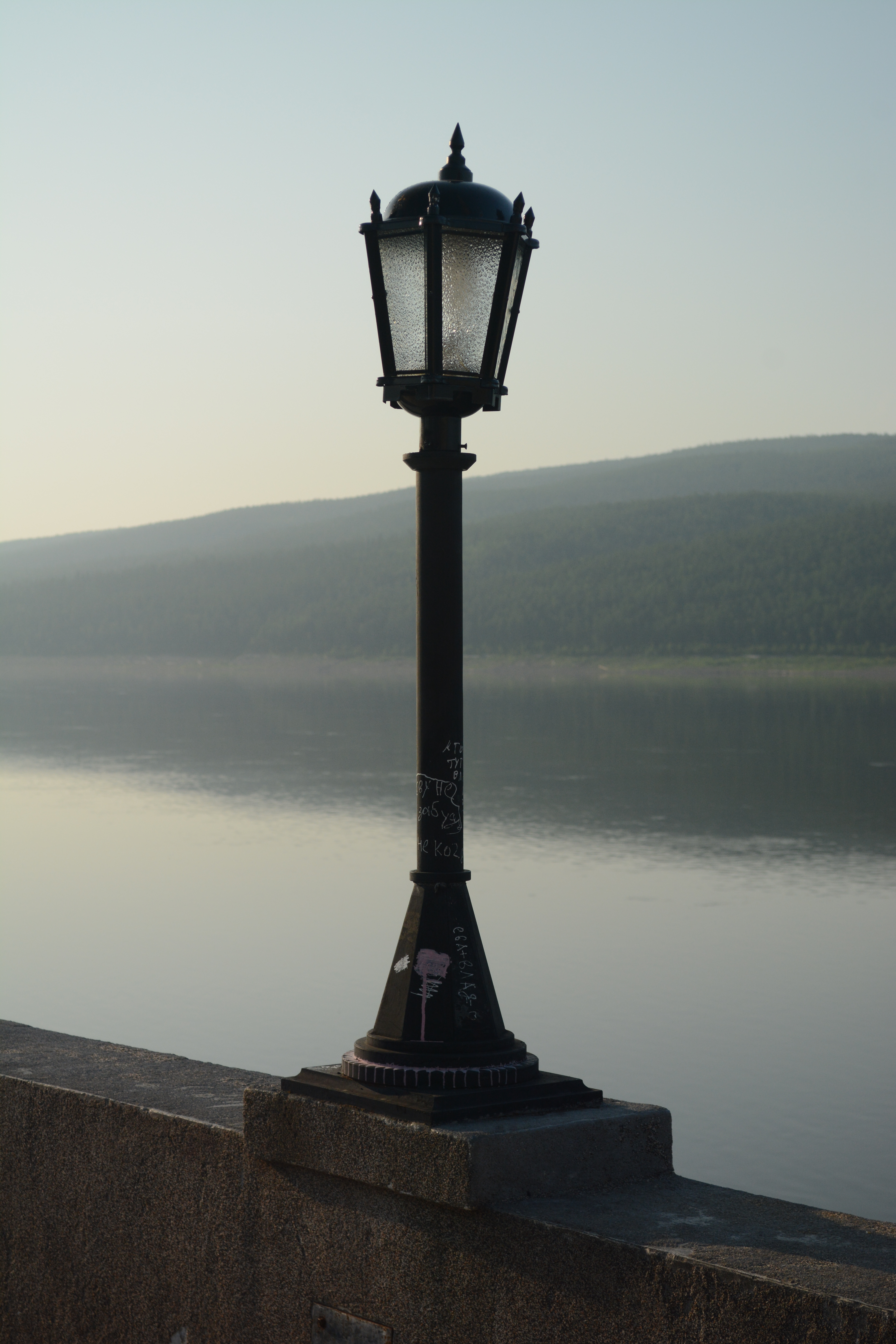
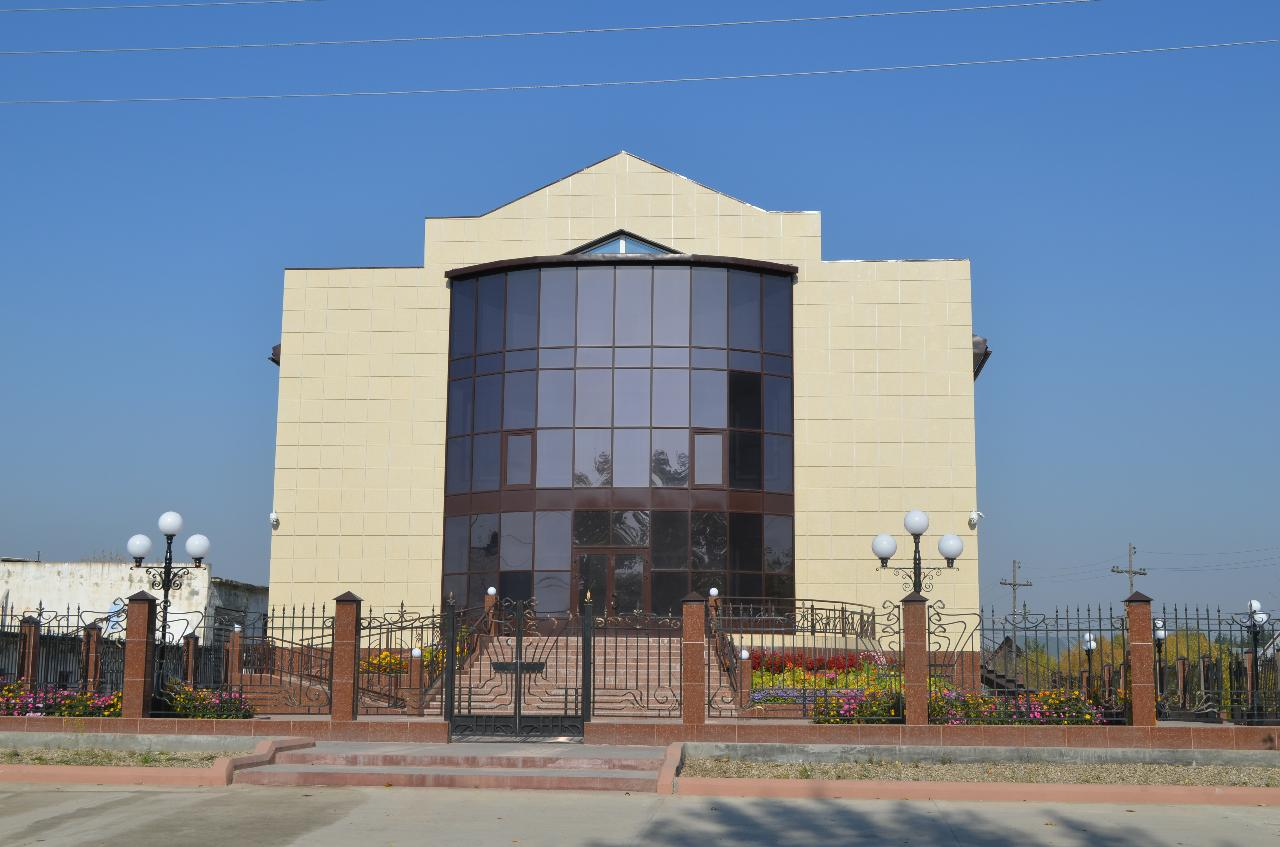
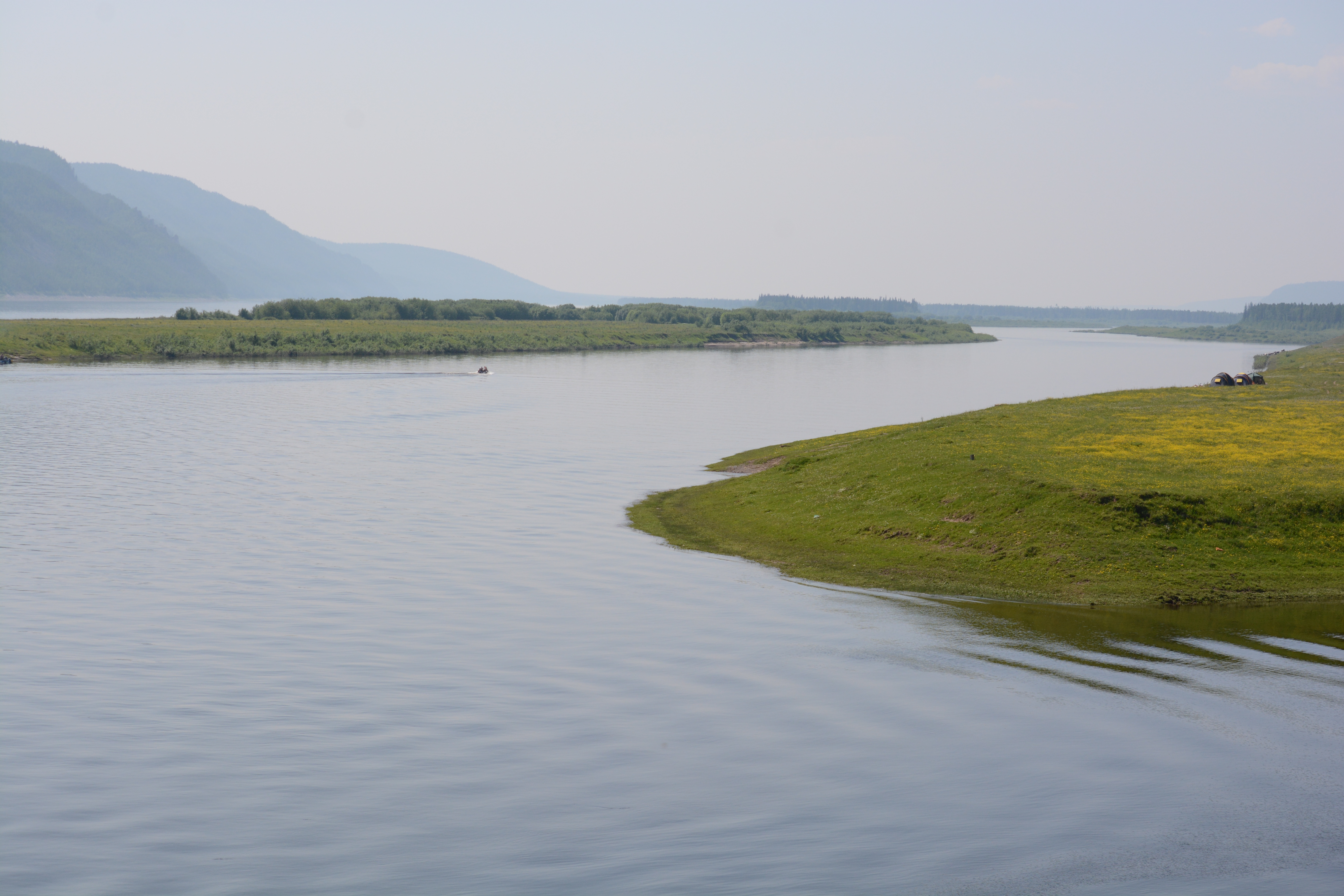
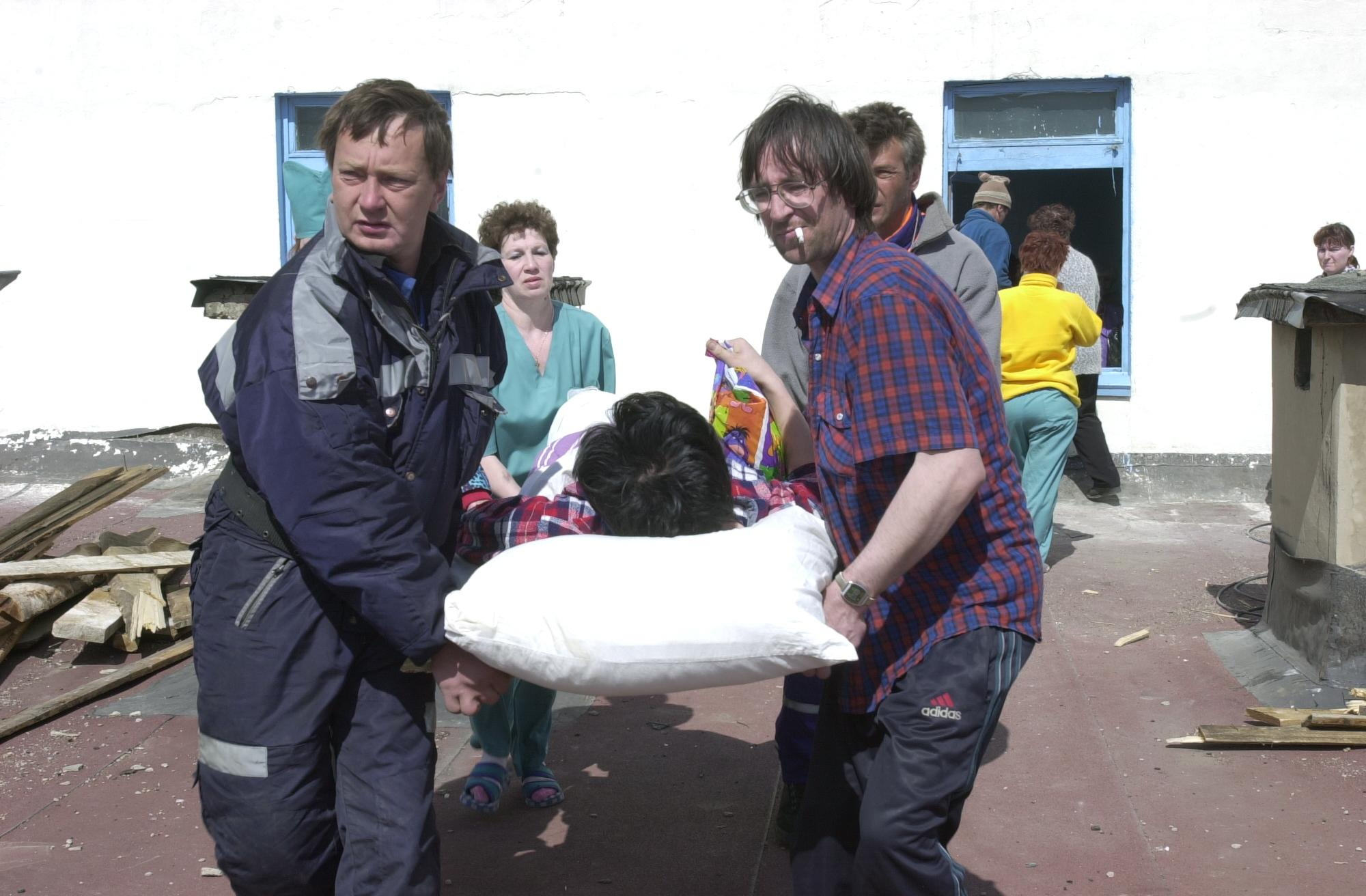
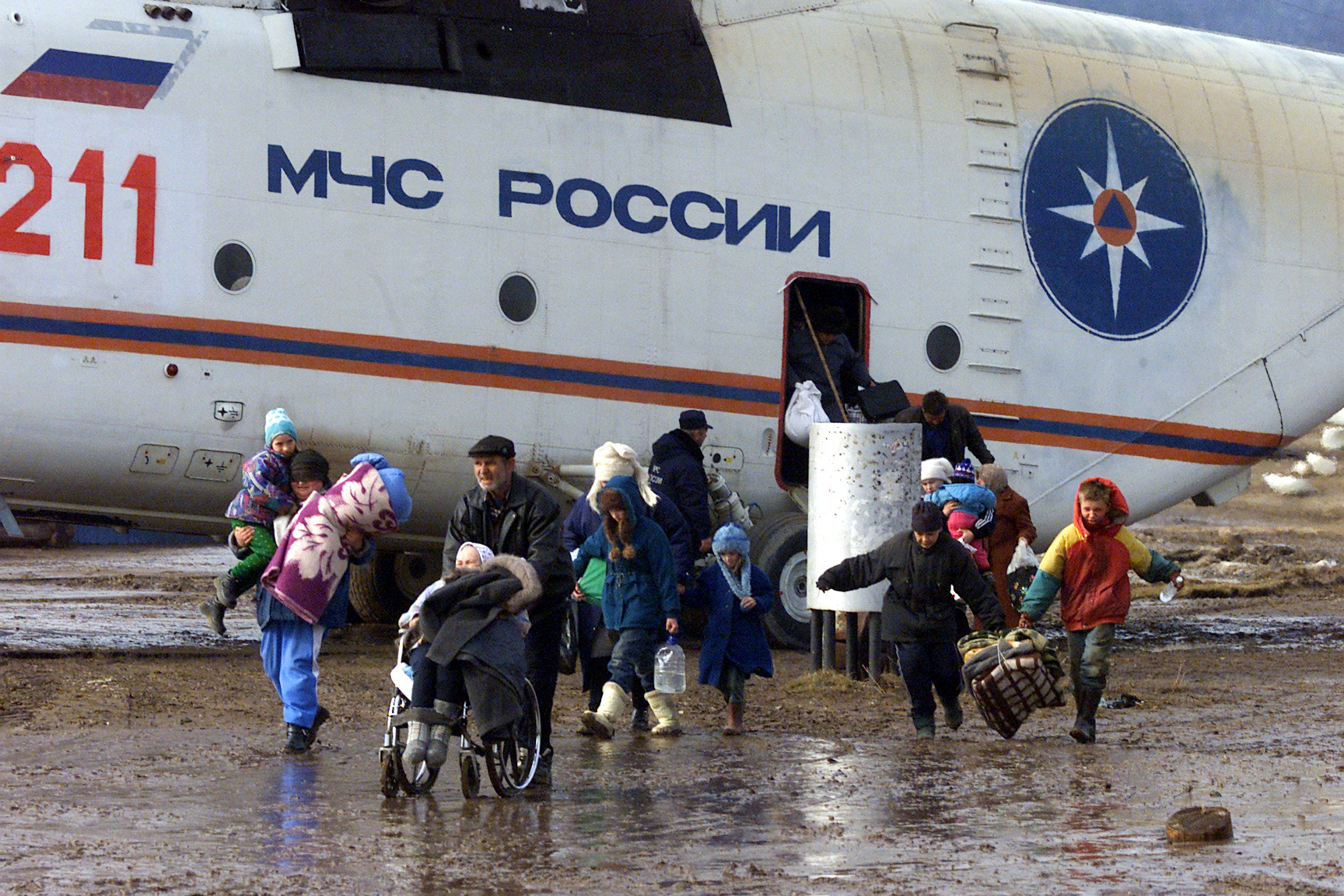
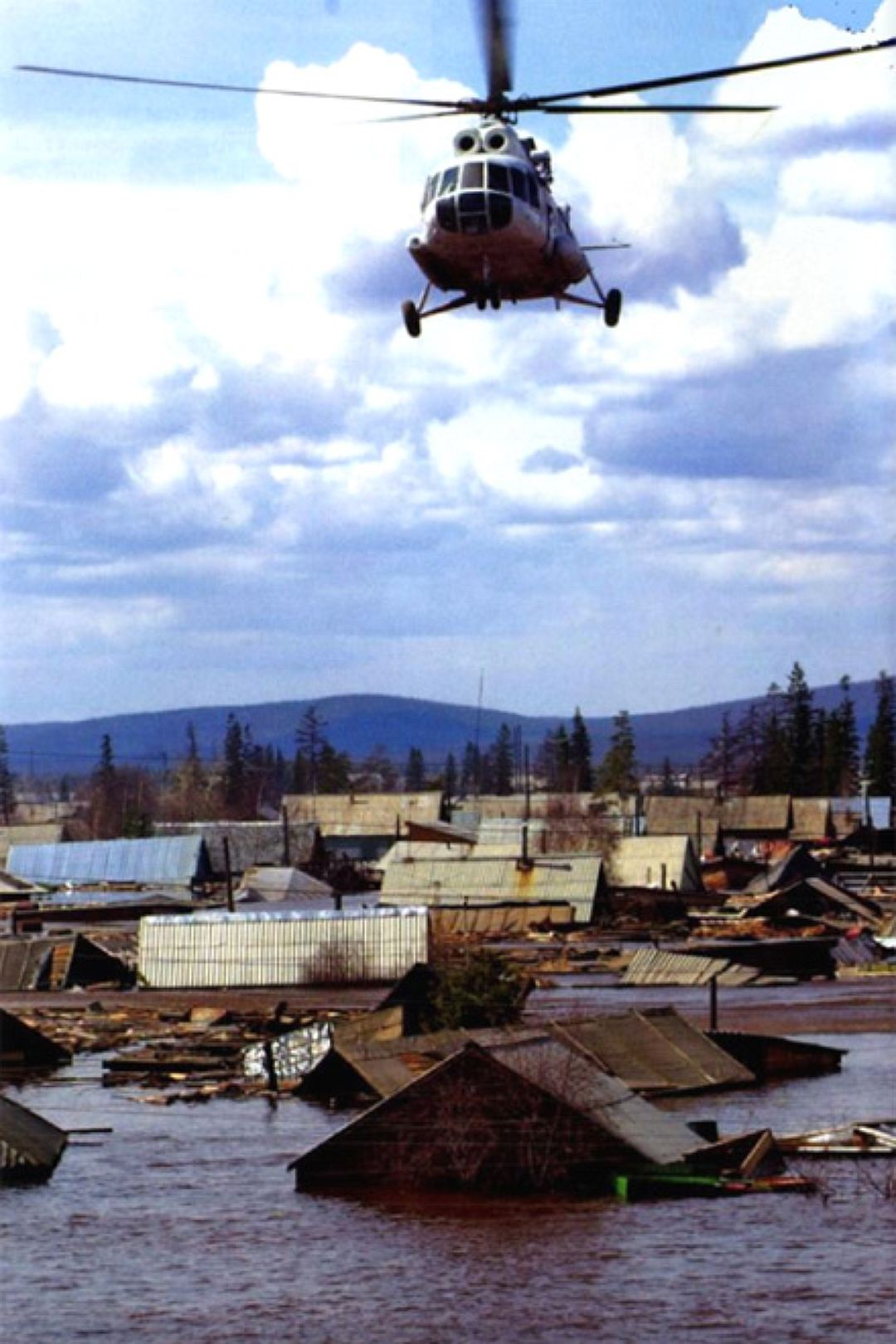